# Entomophthoromycetes
Classe
Les Entomophthoromycetes sont une classe de champignons parasites d'insectes de la division des Entomophthoromycota.

## Liste des ordres
Selon MycoBank (1er août 2023) :
- Ancylistales S.H. Vines, 1888
- Entomophthorales G. Winter, 1880

## Systématique
Le nom correct complet (avec auteur) de ce taxon est Entomophthoromycetes Humber, 2012, formé à partir du genre type Entomophthora.

## Publication originale
- (en) Richard A. Humber, « Entomophthoromycota : a new phylum and reclassification for entomophthoroid fungi », Mycotaxon, Mycotaxon Publications (d), vol. 120, no 1,‎ 28 septembre 2012, p. 477-492 (ISSN 0093-4666 et 2154-8889, OCLC 1798491, DOI 10.5248/120.477).